# ديفيد إيدجيرتون (مؤرخ العلم)
ديفيد إيدجيرتون (بالإنجليزية: David Edgerton) هو مؤرخ علوم بريطاني، ولد في 1959.

## حياته
هو من مواليد 16 أبريل 1959 هو مؤرخ ومعلم إنجليزي. تلقى تعليمه في كلية سانت جون، وفي أكسفورد، وكلية لندن الإمبراطورية. بعد تدريس اقتصاديات العلوم والتكنولوجيا وتاريخ العلوم والتكنولوجيا في جامعة مانشستر، أصبح المدير المؤسس لمركز تاريخ العلوم والتكنولوجيا والطب في إمبريال كوليدج بلندن وأستاذ هانز راوزينج. وقد حصل على زمالة بحثية كبرى (2006-2009) من Leverhulme Trust.
في عام 2013، قاد انتقال مركز تاريخ العلوم والتكنولوجيا والطب إلى قسم التاريخ في كينجز كوليدج لندن.
تم انتخاب إدجيرتون زميلًا في الأكاديمية البريطانية عام 2021. [2]

## مؤلفاته
نشر إيدجيرتون، أحد المؤرخين البارزين في بريطانيا، عددًا من الكتب المؤثرة على مدار 20 عامًا والتي تتحدى التحليلات التقليدية للعلوم والتكنولوجيا. ومن أبرزها Warfare State: بريطانيا 1920-1970 (كامبريدج، 2005) وصدمة القديم: التكنولوجيا والتاريخ العالمي منذ عام 1900 (الملف الشخصي، 2006). [1] وقد كتب لمنشورات مثل Prospect، و London Review of Books، و Nature، وملحق Times للتعليم العالي، و The Guardian، وغالبًا ما ظهر على التلفزيون والراديو.

### منشورات مختارة
نشر ديفيد إيدجيرتون كلاً من المقالات والعديد من الكتب، بما في ذلك:
- صعود وسقوط الأمة البريطانية: تاريخ القرن العشرين (2018) ISBN 978-1-8461-4775-3
- آلة الحرب البريطانية: الأسلحة والموارد والخبراء في الحرب العالمية الثانية (2011) ISBN 978-0-7139-9918-1
- دولة الحرب: بريطانيا 1920-1970 (كامبريدج، 2005) ؛ ردمك 978-0-521-67231-3
- صدمة القديم: التكنولوجيا والتاريخ العالمي منذ عام 1900 (الملف الشخصي، 2006) ISBN 978-1-86197-306-1
- العلوم والتكنولوجيا و «تراجع» الصناعة البريطانية 1870-1970 ISBN 978-0-521-57778-6
- إنجلترا والطائرة: مقال عن أمة متشددة وتكنولوجية (العلوم والتكنولوجيا والطب في التاريخ الحديث) (1991) ISBN 978-0-333-56921-4